# مقاطعة كوفي (كانساس)
مقاطعة كوفي (بالإنجليزية: Coffey County)‏ هي إحدى المقاطعات في ولاية كانساس، الولايات المتحدة الأمريكية.